# Lancia Ypsilon
El Lancia Ypsilon es un automóvil de turismo del segmento B producido por el fabricante italiano Lancia. Se ha ofrecido en carrocería hatchback de 5 puertas, cuya producción se dividió en dos generaciones. Fue presentado en el año 2003 como reemplazo del Lancia Y y su primera generación se produjo hasta el año 2010, mientras que la producción de su segunda generación se mantiene vigente desde su lanzamiento en el año 2011. A partir del año 2014 y como producto de la decisión de FCA Italy (propietaria de las acciones de Lancia) de finalizar las ventas de Lancia a nivel internacional, este vehículo es de comercialización exclusiva para el mercado automotor italiano.
Además de ser comercializado bajo su marca de origen, tras la firma del primer acuerdo de cooperación entre Fiat y Chrysler en el año 2009, la segunda generación del Ypsilon fue comercializada en el Reino Unido bajo la marca Chrysler, siendo ofrecido como Chrysler Ypsilon.
La producción de este automóvil es significativa para la historia de la marca Lancia, ya que tras el cese de la producción de la mayor parte de la gama de productos de esta marca y el cierre de su comercialización fuera del mercado italiano, el Ypsilon pasó a convertirse en el único modelo de producción de esta reconocida marca, por lo que es a su vez el último modelo que mantiene a dicha marca con vida. Tras una serie de anuncios de reestructuración de las marcas filiales de FCA Italy a partir del año 2018, tales anuncios no contemplaron planes a futuro para la marca Lancia y su único modelo Ypsilon, lo que alimentó más de un rumor de posible discontinuación del modelo y con él, el final de esta legendaria marca. Sin embargo, reportes del mes de julio del año 2019 dieron cuenta de un aumento en la producción y venta del Ypsilon, lo que posicionó a Lancia por encima de su emparentada Alfa Romeo en cuanto a la comercialización en el mercado automotor italiano. Al mismo tiempo, la noticia de la fusión entre los grupos Fiat-Chrysler y Peugeot supuso también un alivio y la traza de futuros planes para la producción de Lancia.

## Primera generación
El Lancia Ypsilon (Proyecto 840) de primera generación (conocido como Lancia Y) ha sido producido desde 1996 hasta 2003, como sucesor del Lancia Y10.

### Características

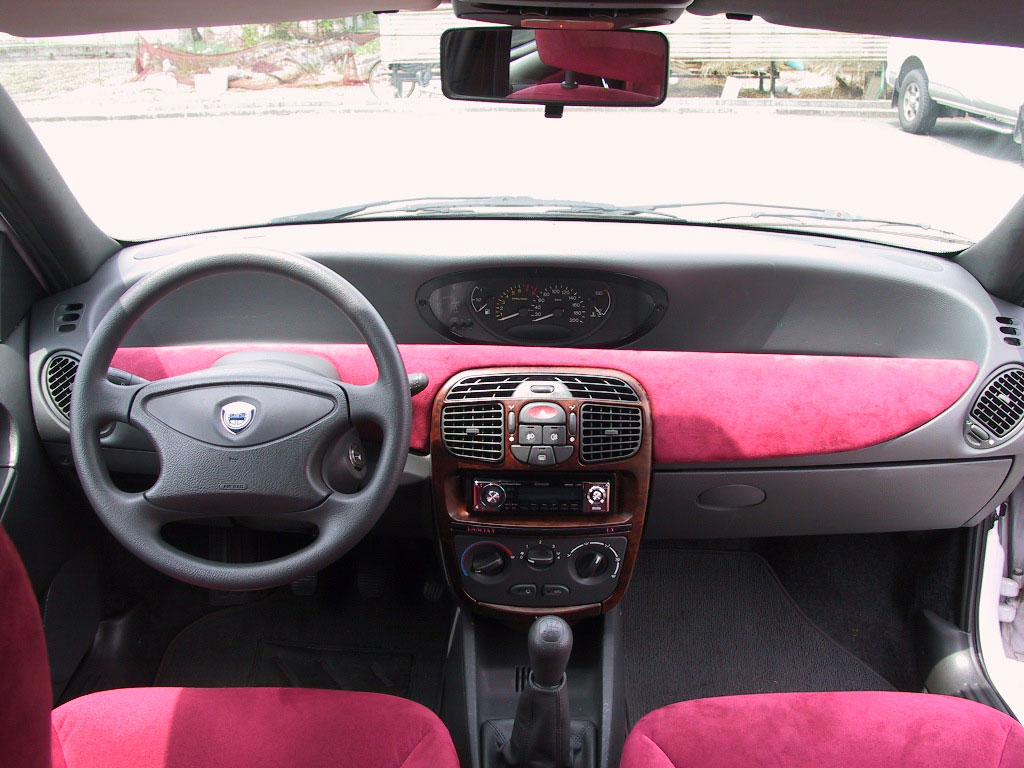
Interior

El Lancia Y es un automóvil compacto de cuatro plazas con tracción delantera, motor delantero transversal y carrocería hatchback de tres puertas. Se lanzó al marcado en 1996, con más de cien colores de carrrocería para elegir. Las versiones más equipadas tenían elementos como ABS y bolsas de aire frontales.
Los motores eran todos gasolina de cuatro cilindros en línea: un 1.1 litros de dos válvulas por cilindro y 55 CV, un 1.2 litros de dos válvulas por cilindro y 60 CV o cuatro válvulas por cilindro y 86 CV (luego 80 CV) FIRE, y un 1.4 litros de tres válvulas por cilindro y 80 CV Pratola Serra.
Destaca la versión Elefantino Rosso, equipada con el 1.2 16v FIRE, interiores en Alcántara, cuentarrevoluciones e instrumentación con iluminación roja, llantas de 15", barras de torsión más rígidas y dirección con una respuesta más directa.[cita requerida]

## Segunda generación

### Características
El Ypsilon de segunda generación (Proyecto 843) es un cuatro plazas con tracción delantera, motor delantero transversal y carrocería hatchback de tres puertas. Se puso a la venta en el año 2003, construida sobre la plataforma del Fiat Punto II. El tamaño exterior apenas varía con respecto a su anterior generación, alejándose de los turismos tradicionales de la categoría, como el Opel Corsa, y acercándose al enfoque de pequeños modelos premium, tales como el Mini o el Mercedes-Benz Clase A.
El Ypsilon (Tipo 843) se introdujo en 2003 para acceder a la gama Lancia. Fue diseñado para satisfacer las necesidades de un público joven y, con el tiempo, encontró ventas, especialmente entre las mujeres. Se convirtió en el automóvil más vendido de la gama Lancia con una producción anual de aproximadamente 60.000 unidades. Inicialmente se ensambló en la planta de Fiat en Melfi. En junio de 2005, la producción se trasladó a Sicilia en la planta de Termini Imerese en Palermo. El automóvil utiliza una carrocería de tres puertas de unos 3,78 metros de largo, con un diseño inspirado en el histórico Lancia Ardea.
Los motores gasolina son un 1.2 litros de 60 CV, y un 1.4 litros de 77 o 95 CV, los tres de inyección indirecta y dos válvulas por cilindro, salvo el 1.4 litros de 95 CV, que tiene cuatro. El Diésel es un 1.3 litros de 70, 90 o 105 CV, que incorpora cuatro válvulas por cilindro, inyección directa common-rail, intercooler y turbocompresor de geometría variable, salvo el de 70 CV, que lo tiene de geometría fija. Equipa de serie dirección eléctrica Dualdrive.

#### Rediseño de 2006
En octubre de 2006 una versión con ligeros cambios estéticos es puesta a la venta, conocida como Mk2 Facelift. Entre los cambios introducidos se encuentran modificaciones en los faros delanteros y traseros (conocidos como Nipple lights), también fueron modificados las molduras de las puertas y los parachoques traseros y delanteros. Una nueva paleta de colores estaba ahora disponible así como la introducción del sistema Blue&Me (conexión Bluetooth y puerto USB) como parte del equipamiento.[cita requerida]

#### Motores
| Modelo               | Disponibilidad | Motor                              | Cilindrada | Potencia       | Emisiones CO2 (g/km) | 0-100 km/h (segundos)    | Velocidad máxima (km/h) | Consumo medio (km/l) |
| -------------------- | -------------- | ---------------------------------- | ---------- | -------------- | -------------------- | ------------------------ | ----------------------- | -------------------- |
| 1.2 D4F 8V           | 2003           | 4 cilindros en línea, gasolina     | 1.242 cm³  | 44 kW (60 CV)  | 142 (139 en el 2006) | 16,8                     | 153                     | 16,9                 |
| 1.2 Fire 16V         | 2006           | 4 cilindros en línea, gasolina     | 1.242 cm³  | 59 kW (80 CV)  | 142                  | 13,5                     | 163                     | 16,7                 |
| 1.4 Fire 8V          | 2006           | 4 cilindros en línea, gasolina     | 1.368 cm³  | 57 kW (78 CV)  | 130                  | 13,5                     | 175                     | 18,2                 |
| 1.4 Fire 8V EcoChic  | 2009           | 4 cilindros en línea, gasolina-GLP | 1.368 cm³  | 57 kW (78 CV)  | 115                  | 13,5                     | 175                     | 18,2                 |
| 1.4 Fire 16V         | 2003           | 4 cilindros en línea, gasolina     | 1.368 cm³  | 70 kW (95 CV)  | 157 (155 en el 2006) | 10,9                     | 175                     | 15,2                 |
| 1.3 Multijet 16V 70  | 2006           | 4 cilindros en línea, diésel       | 1.248 cm³  | 51 kW (69 CV)  | 119                  | 15,1                     | 165                     | 21,7                 |
| 1.3 Multijet 16V 75  | 2006           | 4 cilindros en línea, diésel       | 1.248 cm³  | 55 kW (75 CV)  | 117 (114 con DPF)    | 14,5                     | 167                     | 22,2                 |
| 1.3 Multijet 16V 90  | 2006           | 4 cilindros en línea, diésel       | 1.248 cm³  | 66 kW (90 CV)  | 117 (114 con DPF)    | 12,5 (10,5 Sport MomoD.) | 174                     | 22,2                 |
| 1.3 Multijet 16V 105 | 2007           | 4 cilindros en línea, diésel       | 1.248 cm³  | 77 kW (105 CV) | 123                  | 10,3                     | 177                     | 21,3                 |

### Versiones
- Lancia Ypsilon Argento (2003)
- Lancia Ypsilon Oro (2003)
- Lancia Ypsilon Platino (2003)
- Lancia Ypsilon Passion (2003)
- Lancia Ypsilon B-Colore (2004)
- Lancia Ypsilon Black & Ivory (2004) (solo en Suiza)
- Lancia Ypsilon Glamour (2004) (Solo en Suiza)
- Lancia Ypsilon MomoDesign (2005)
- Lancia Ypsilon Sport Zagato (2005) (Prototipo en el Salón Internacional del Automóvil de Ginebra, nunca en producción)
- Lancia Ypsilon Sport MomoDesign (2007)
- Lancia Ypsilon ModaMilano (2006 + 2008)
- Lancia Ypsilon Versus (2009)
- Lancia Ypsilon Elle (2010)
- Lancia Ypsilon Unyca (2011)
- Lancia Ypsilon Diva (2011) (Solo en Italia)

## Tercera generación

### Características

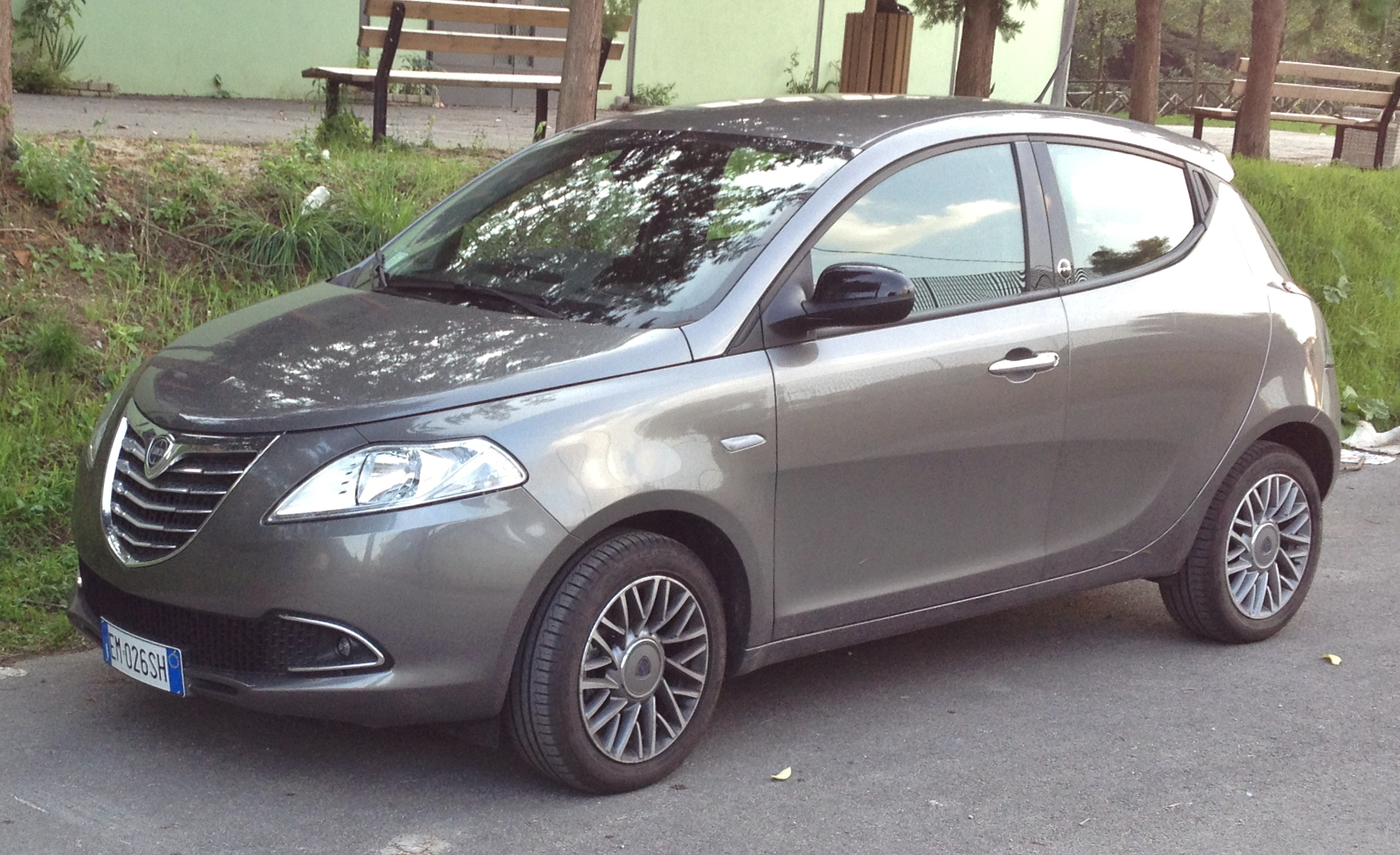
Versión 1.2 EcoChic de 2012

La tercera generación del Lancia Ypsilon fue presentada en el Salón del Automóvil de Ginebra de 2011. Es un cuatro plazas con tracción delantera, motor delantero transversal y carrocería hatchback de cinco puertas. Se puso a la venta en el año 2011, construido sobre una versión mejorada del Fiat 500. El tamaño exterior apenas varía con respecto a su anterior versión, a pesar de contar ahora con cinco puertas en lugar de tres.
Para una mayor ecología, en todos los Ypsilon de la gama la dirección es de serie del tipo Dualdrive, de dureza variable, servoasistida electrónicamente y con función City para su uso en entornos urbanos con mayor comodidad.

#### Diseño
El diseño sufre notables cambios estéticos tanto exteriores como interiores, con un aspecto más dinámico y deportivo que la versión precedente, ocultando su configuración de carrocería de 5 puertas al incluir la manilla de apertura de las puertas posteriores en el marco del vidrio lateral. Mantiene un tamaño contenido (3 cm más con respecto a la anterior generación) e incorpora una nueva parrilla delantera con aletas horizontales, sin la típica barra central de Lancia.

#### Rediseño 2015
A finales del año 2015 se dan a conocer cambios estéticos: Desaparece la parrilla cromada de lamas horizontales, que se sustituye por un panal de abeja en negro mate más estrecho y el parachoques se ha ensanchado tomando un aspecto más robusto, y la matrícula va ahora más arriba (justo bajo la nueva parrilla).
También se ha aumentado la capacidad de los huecos portaobjetos del interior, se ha rediseñado levemente el túnel central y se ha añadido el sistema de navegación Uconnect con pantalla táctil y con conexión a internet (sólo disponible en los acabados Gold, Platinum y Opening Edition como opcional).
Además, se han añadido dos nuevos colores de carrocería: Blun di Blu y Avorio chic, y se han añadido nuevas tapicerías interiores.

#### Rediseño de 2018
A principios de 2018 el modelo sufre un segundo faceflit, cuyos cambios se centran en la parrilla delantera, cuyo tamaño aumenta, en los retrovisores, las llantas, los tonos de carrocería y los revestimientos interiores.

#### Comercialización
El nuevo Ypsilon es vendido desde 2011 bajo la marca Lancia para todo el mundo, con excepción de Irlanda e Inglaterra, donde se comercializa como Chrysler Ypsilon, siguiendo el plan de sinergias de ambas marcas comenzado desde la toma de control de Fiat S.p.A. en Chrysler Group LLC. Los modelos vienen opcionalmente en carrocerías bicolor al igual que la anterior generación.

#### Ediciones especiales
La empresa de productos deportivos MomoDesign colaboró con Lancia en la creación de la edición especial "S by MomoDesign", que tenía una letra S mayúscula junto a la denominación del modelo en el portón trasero, el logo "MomoDesign" en los pilares centrales de las puertas, llantas exclusivas y pintura bicolor especial así como acabados interiores deportivos.
Para conmemorar el 30 aniversario del Lancia Y10 (fundador del concepto de utilitario chic de la marca) se puso a la venta la edición especial "30th anniversary", que se caracterizaba por contar con un color exclusivo (blue oltremare) y la presencia de un logo conmemorativo (Y30th) en los pilares centrales, así como acabados interiores en Castiglio y la posibilidad de pintar el potrón trasero en negro.
La marca Italiana colaboró con la revista de tendencia femenina ELLE creando la edición especial "ELLE", que podía contar con pintura bicolor específica (pintura ELLE) y presentaba el logo "ELLE" debajo de los plafones de las puertas delanteras exteriores. También contaba con acabados interiores especiales mixtos en piel y alcántara y unas llantas especiales pintadas de color "Cipria Glam".
Retomando la tendencia seguida con el Lancia Y, su predecesor, se creó la edición especial "ELEFANTINO", que se caracterizaba por contar con la figurita de un elefante en el portón trasero al lado de la designación del modelo y unos tapacubos negros en vez de llantas que tenían imprimida la letra Y. En primera instancia la parrilla delantera era cromada y se podían leer los nombres de distintas ciudades europeas en el salpicadero, y opcionalmente se podía pintar de color la división entre el plástico y la chapa de los retrovisores exteriores. En su segunda fase la parrilla podía ser de color negro mate o brillante, los acabados interiores podían pedirse en "WATERMELON" o "COCONUT" (Se diferenciaban en el color del elefante del portón trasero y de las costuras de los asientos), Desapareciendo los nombres de las ciudades europeas del salpicadero.
Para impulsar el lanzamiento del rediseño del vehículo a finales de 2015 se puso a la venta la edición especial "OPENING EDITION", edición limitada que se diferencia por contar con un logo especial "Y opening edition" en los pilares centrales y acabados interiores específicos.
A principios de 2016 se inició la comercialización de la edición especial "MYA", que se caracteriza por tener la designación "mYa" sobre los intermitentes exteriores de las puertas delanteras, llantas de aleación diamantadas exclusivas, dos tonalidades cromáticas especiales e interior mixto en piel y alcántara y retomando el aspecto cromado del marco de la parrilla delantera.
Hacia mediados de 2017 se puso a la venta una nueva edición especial, de nombre "UnYca", basada en el acabado silver, pero con algunos elementos decorativos específicos, siendo el distintivo "UnYca" bajo el plafón lateral el más destacable.[cita requerida]

#### Tabla resumen de mecánicas
| Mecánica           | Inicio | Fin | Familia | Tecnología                  | Combustible    | Cil. | Cubicaje (cc.) | Vál. | Potencia (CV/ rpm) | Par (Nm/ rpm) | Vel. máx. (km/h) | Aceleración 0-100 km/h (s) | Consumo (l/100km) | Emisión CO2 (g/km) | S&S | Transmisión              | Rel. |
| ------------------ | ------ | --- | ------- | --------------------------- | -------------- | ---- | -------------- | ---- | ------------------ | ------------- | ---------------- | -------------------------- | ----------------- | ------------------ | --- | ------------------------ | ---- |
| 0,9 TwinAir        | Debut  |     | TwinAir | MultiAir Turbo              | Gasolina       | 2L   | 875            | 8    | 85/ 5500           | 145/ 1900     | 176              | 11,9                       | 4,2               | 99 EURO 5          | Si  | Delantera Manual         | 5    |
| 0,9 TwinAir DFN    | Debut  |     | TwinAir | MultiAir Turbo              | Gasolina       | 2L   | 875            | 8    | 85/ 5500           | 145/ 1900     | 176              | 12,2                       | 4,1               | 97 EURO 5          | Si  | Delantera Automática DFN | 5    |
| 1.2 FIRE           | Debut  |     | FIRE    |                             | Gasolina       | 4L   | 1242           | 8    | 69/ 5500           | 102/ 3000     | 163              | 14,5                       | 4,9               | 115 EURO 5         | Si  | Delantera Manual         | 5    |
| 1.3 JTDm           | Debut  |     | JTD     | MultiJet Turbo              | Gasóleo        | 4L   | 1368           | 16   | 95/ 4000           | 200/ 1500     | 183              | 11,4                       | 3,8               | 99 EURO 5          | Si  | Delantera Manual         | 5    |
| 0,9 TwinAir Metano | 2013   |     | TwinAir | MultiAir NaturalPower Turbo | GNC o gasolina | 2L   | 875            | 8    | 80/                | 145/ 2000     | 176              | 11,9                       | 4,2               | 86 EURO 5          | Si  | Delantera Manual         | 5    |
| 1.2 FIRE GLP       | Debut  |     | FIRE    | EasyPower                   | GLP o gasolina | 4L   | 1242           | 16   | 69/ 5500           | 102/ 3000     | 163              | 14,5                       | 4,9               | 110 EURO 5         | Si  | Delantera manual         | 5    |

### Motorizaciones
La gama de motores está compuesta por el motor Fire de gasolina de 1,2 litros y ocho válvulas con 69 CV (51 kW; 68 CV), ya presente en la versión anterior y acoplado a una caja de cambios manual de 5 velocidades. Una nueva opción es el bicilíndrico TwinAir de 0,9 L con turbocompresor capaz de 85 CV (63 kW; 84 CV) y con Multiair. El motor 0,9 L TwinAir tiene unas emisiones de 99 g/km de CO2 en la versión con cambio manual de 5 velocidades mientras que la versión con cambio automático DFN (Dolce Far Niente) de 5 velocidades tiene unas emisiones de hasta 97 g/km de CO2. El Ypsilon 0,9 L TwinAir declara un consumo entre 23,8 y 24,4 km/L. El motor diésel es el clásico 1,3 L Multijet de 16 válvulas de 95 CV (70 kW; 94 CV) con un FAP capaz de emitir 99 g/km de CO2 y está acoplado a una transmisión manual de 5 velocidades. Lancia Ypsilon 1.3 Multijet afirma un consumo de 26,3 km/L.

#### Gasolina
- 1.2 8V 69 CV (50,7 kW; 68,1 HP) (Desde 2011 hasta agosto de 2020)
- 1.2 8V GPL 69 CV (50,7 kW; 68,1 HP) (Gas Licuado de Petróleo + gasolina, a partir de junio de 2011)
- 0.9 TwinAir 85 CV (62,5 kW; 83,8 HP) (desde 2011 hasta agosto de 2018)
- 0.9 TwinAir CNG 80 CV (58,8 kW; 78,9 HP) (Gas Natural Comprimido + gasolina, desde enero de 2013)

#### Diésel
- 1.3 16V Multijet 95 CV (69,9 kW; 93,7 HP) (desde 2011 hasta agosto de 2018)

#### Híbrido
- 1.0 12V GSE FireFly BSG 69 CV (50,7 kW; 68,1 HP)

### Rediseño de 2015

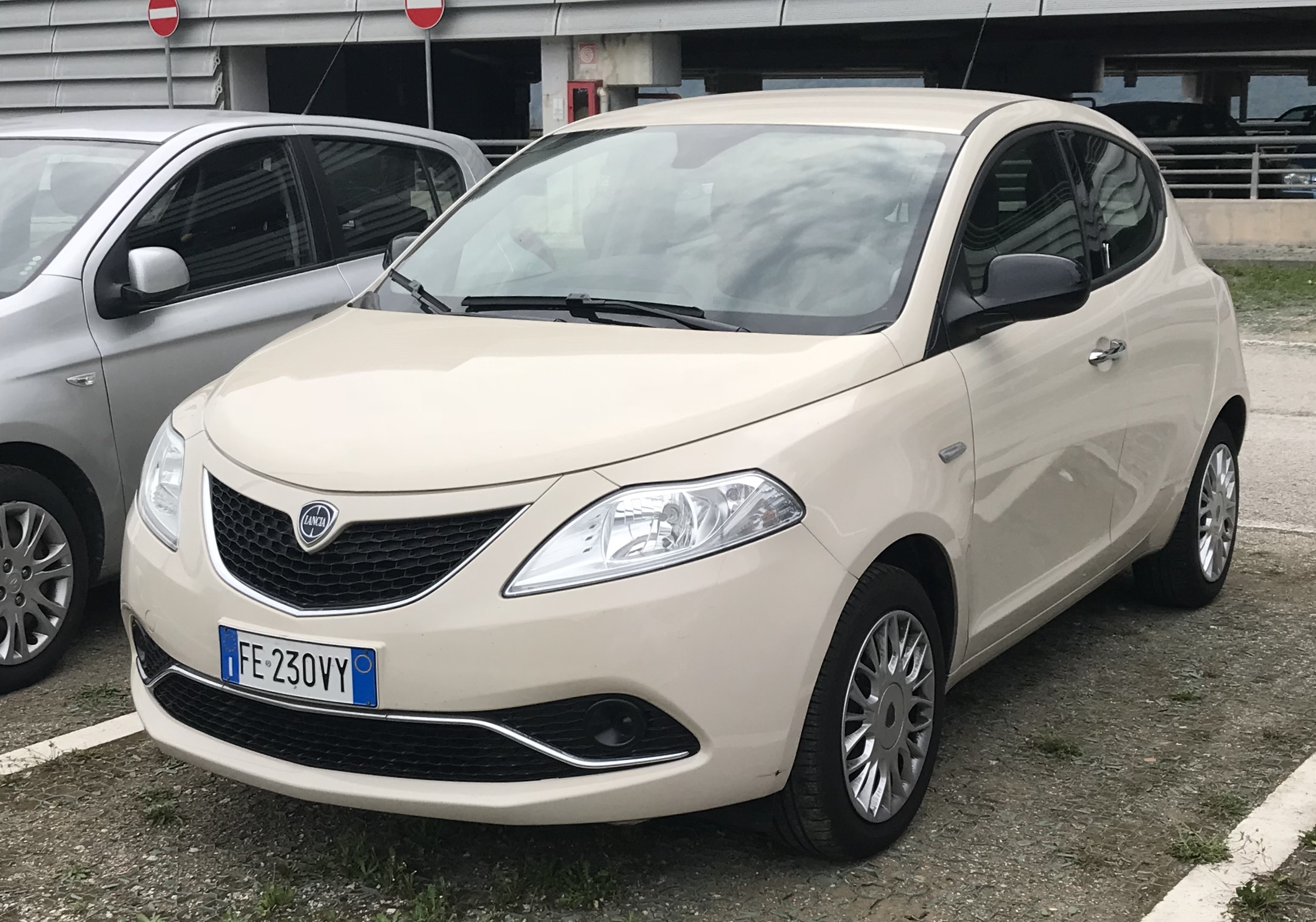
Rediseño 1.2 Fire de 2018

Estrenado en el Salón del Automóvil de Fráncfort, el nuevo Ypsilon trae un frente rediseñado con un parachoques inferior diferente, con una barra horizontal, y una parrilla nueva y más ancha. Estarán disponibles dos nuevos colores: Blu di Blu, un tono clásico de Lancia, y Ivory Chic orientado a las tendencias modernas. Todos los motores cumplen con los estándares de emisiones Euro 6 con versiones Ecochic que incluyen GLP o metano. En el interior debuta el sistema de infoentretenimiento UConnect con pantalla táctil LCD de 5 pulgadas, mientras que las versiones básicas introducen una nueva radio DAB. También hacen su debut nuevas fundas para los asientos. En septiembre de 2018 los motores fueron rehomologados según la normativa Euro 6D-Temp en el nuevo ciclo WLTP. El motor diésel 1.3 MultiJet deja de producirse tras las bajas ventas

### Ypsilon EcoChic Hybrid
En marzo de 2020, Lancia presenta el Ypsilon EcoChic Hybrid propulsado por el motor de gasolina GSE FireFly de 1.0 litros y tres cilindros con una potencia de 70 caballos de fuerza (51 kW; 69 hp), acoplado a un BSG (arranque integrado por correa) de 12 voltios. generador) motor eléctrico.
El motor eléctrico de 3,6 kW (5 hp) obtiene energía de una pequeña batería de litio de 0,13 kWh y el vehículo debería reducir el consumo de combustible y las emisiones hasta en un 24 por ciento en comparación con su contraparte no híbrida. El Ypsilon Hybrid cuenta con un nuevo cambio manual de 6 velocidades y está homologado Euro 6D-Final.

### Rediseño de 2021

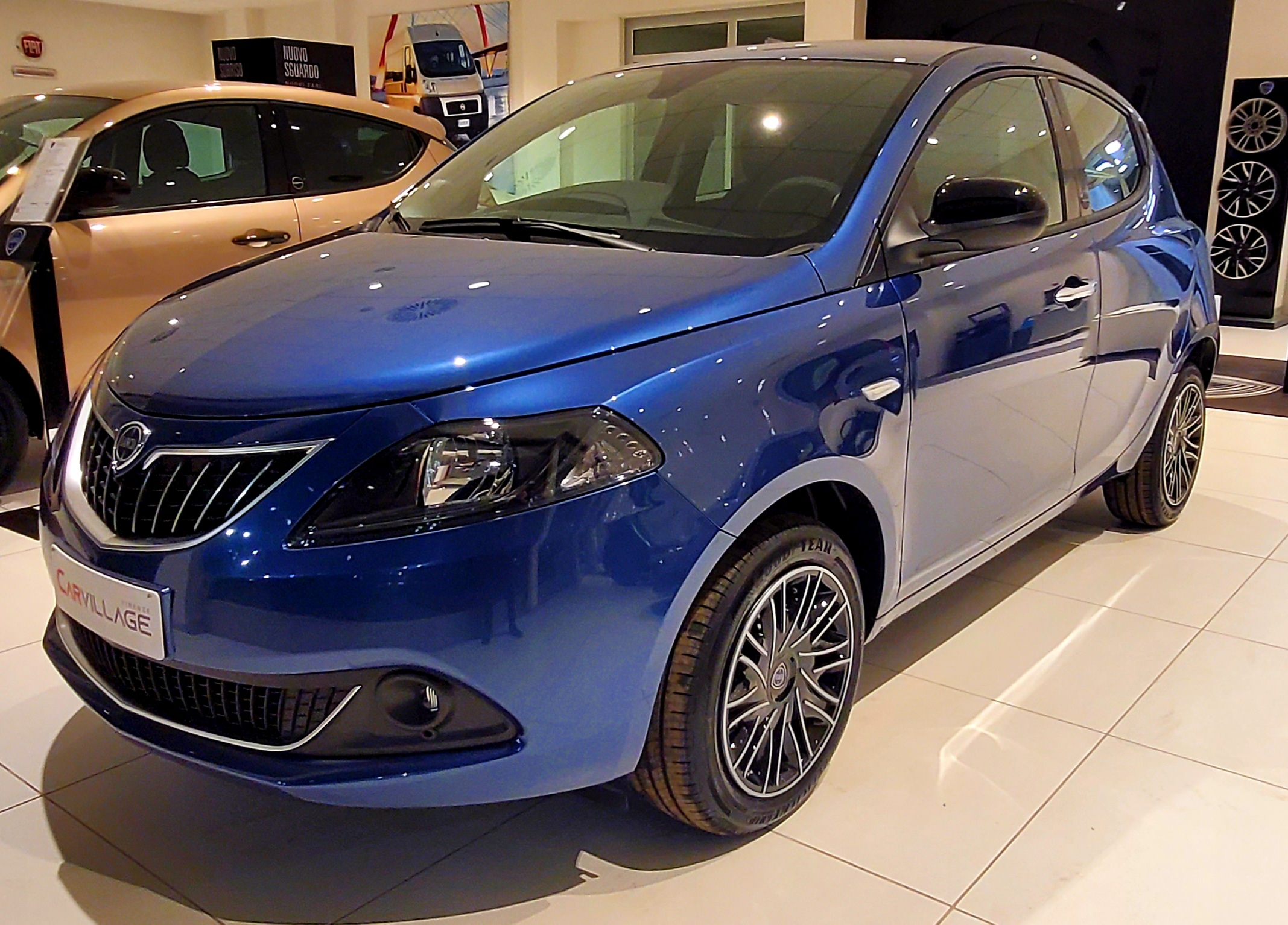
Modelo 2021

En 2021, Stellantis dotó al coche de una parrilla con franjas verticales según la tradición Lancia y faros actualizados con nuevas luces de circulación diurna. También se anunció que el fabricante ahora será considerado un fabricante de automóviles premium y será parte del grupo premium de Stellantis compartiendo piezas con DS Automobiles y Alfa Romeo.

### Todas sus versiones
- Lancia Ypsilon Silver (2011)
- Lancia Ypsilon Gold (2011)
- Lancia Ypsilon Platinum (2011)
- Lancia Ypsilon Ecochic LPG (en Italia: Ecochic GPL) (2011)
- Lancia Ypsilon Black&Red (2011)
- Lancia Ypsilon Black&Grey (2011)
- Lancia Ypsilon Ecochic CNG (en Italia: Ecochic Metano) (2013)
- Lancia Ypsilon Elefantino (Pink Elefantino) (2013)
- Lancia Ypsilon S Momodesign (2013)
- Lancia Ypsilon Park in Style (2013)
- Lancia Ypsilon Elefantino (Lime, Coconut, Watermelon Elefantino) (2014)
- Lancia Ypsilon Elle (2014)
- Lancia Ypsilon 30th Anniversary (2015)
- Lancia Ypsilon Mya (2016)
- Lancia Ypsilon Unyca (2017)
- Lancia Ypsilon Elefantino Blu (2018)
- Lancia Ypsilon Black and Noir (2019)[9]
- Lancia Ypsilon Monogram (2019)
- Lancia Ypsilon Hybrid EcoChic Silver (2020)
- Lancia Ypsilon Hybrid EcoChic Gold (2020)
- Lancia Ypsilon Hybrid EcoChic Maryne (2020)
- Lancia Ypsilon Alberta Ferretti (2021)

### Seguridad
El Ypsilon recibió 2 estrellas en la prueba de choque Euro NCAP de 2015.

## Cuarta generación
El Ypsilon de cuarta generación es el primer modelo nuevo producido por Lancia desde 2011, además de ser el primer vehículo eléctrico de batería de la marca. Se reveló en una serie de imágenes el 2 de febrero de 2024 y se publicaron más detalles el 14 de febrero de 2024 en la sede de Lancia en Milán.
El hatchback es el primer vehículo de producción de Lancia que adopta el nuevo lenguaje de diseño llamado Pu+Ra Design (combinación de "puro" y "radical") y el nuevo logotipo de Lancia, ambos presentados en una vista previa del Lancia Pu+Ra HPE Concept en 2023. Se basa en la plataforma CMP/eCMP con muchos puntos en común con el Peugeot 208 II y el Opel Corsa F.
The Ypsilon is the first Lancia model to debut with S.A.L.A. (Sound Air Light Augmentation) infotainment system with virtual assissant, it has a multifunctional "tavolino" table with a wireless charging pad and a leather panel embossed with the Cassina special edition logo first seen in a production vehicle, and the only car in its segment to be equipped Level 2 Autonomous Driving safety package.
El Ypsilon de cuarta generación marcará la expansión de la marca Lancia en Europa. La marca se reintroducirá en Bélgica, Países Bajos, Francia y España en 2024, seguidos de Alemania en 2025. Estos países se eligen teniendo en cuenta la popularidad de los productos italianos y la popularidad de los vehículos del segmento B.

### Lancia Ypsilon Edizione Limitata Cassina
El Lancia Ypsilon Edizione Limitata Cassina es una versión de producción limitada del Ypsilon desarrollada conjuntamente entre Lancia y el fabricante italiano de muebles de alta gama Cassina S.p.A.. La producción del modelo tiene un límite de 1.906 unidades, cantidad que hace referencia a la fundación de Lancia en 1906. 

### Ypsilon HF
En mayo de 2024, se presentó el Ypsilon HF (HF significa «Alta Fidelidad»), una versión de alto rendimiento del Ypsilon convencional. El modelo HF cuenta con un motor eléctrico frontal que genera 240 CV (177 kW; 237 HP), una suspensión más baja, un ancho de vía más amplio y un diseño exterior más deportivo. Su lanzamiento al mercado está previsto para mayo de 2025.

### Rally 4 HF
El 27 de mayo de 2024, se reveló al público esta nueva versión de la carrera del campeonato Rally4. Durante la presentación, Carlos Tavares, CEO de Stellantis, habló sobre el regreso de Lancia a las competiciones de rally, en particular al WRC. Sin embargo, Tavares descartó por el momento la creación de un equipo oficial, dejando la iniciativa a equipos privados. Se trata de una operación de marketing y relanzamiento de la marca, pero con una inversión limitada, ya que los equipos privados también aprovecharán los componentes y la experiencia adquirida con el Peugeot 208 Rally4 y el Opel Corsa Rally4. La decoración recuerda a los famosos colores de Martini Racing, mientras que la marca HF se destaca en toda la decoración del automóvil.. Esta versión estará equipada con un motor de tres cilindros turboalimentado de 1,2 litros con 212 CV..
En julio de 2024, las primeras pruebas del Ypsilon HF Rally4 tuvieron lugar en el sur de Francia, concretamente en Mazamet, Occitania, cerca de Carcasona. El coche fue probado en asfalto por Andrea Crugnola y en tierra por Leo Rossel. El 16 de julio de 2024, el dos veces campeón del mundo de rally Lancia, Miki Biasion, también realizó una prueba especial con el coche. El 17 de julio de 2024, Lancia ha nombrado a Eugenio Franzetti director de Lancia Corse HF. El 23 de septiembre de 2024, Carlos Tavares, CEO de Stellantis, probó el nuevo Lancia Ypsilon Rally4 HF en la pista de Balocco.

### Campionato Italiano Rally 2025 – Trofeo Lancia Rally
En 2025, el Ypsilon Rally 4 HF marcará el regreso de la marca Lancia al Campeonato Italiano de Rally y otorgará el Trofeo Lancia Rally, que permitirá al ganador participar con el equipo oficial Lancia Corse HF en el Campeonato Europeo de Rally 2026 con el Ypsilon Rally 4 HF. El Lancia Rally Trophy está compuesto por 6 carreras dentro del campeonato italiano con tres categorías: Junior (hasta 25 años), Master (de 25 a 35 años), Expert (más de 35 años) y el ganador se lleva un premio acumulado de 300.000 euros.Lancia ha hecho oficial que Sparco será su socio técnico tanto para el piloto como para el equipamiento del coche..
- 1. Mayo 8–11, 2025 - Targa Florio (Coeff.1.5)[36]
- 2. Mayo 30–31, 2025 - Rally Due Valli
- 3. Julio 4–5, 2025 - Rally di Roma Capitale – Stage 1[37]
- 4. Julio 6, 2025 - Rally di Roma Capitale – Stage 2
- 5. Septiembre 13–14, 2025 - Rally del Lazio
- 6. Octubre 17–18, 2025 - Rallye Sanremo (Coeff.1.5)[38]

### Rally2 HF
El coche debutará en el Rally de Italia Cerdeña de 2026, en el Campeonato Mundial de Rally-2. Esta versión contará con un motor turboalimentado de 1.6 litros. A partir de noviembre de 2024, se están desarrollando dos Lancia Ypsilon HF Rally2.